# Notiophilus rufipes
Notiophilus rufipes là một chi bọ cánh cứng thuộc họ Carabidae đặc hữu của miền Cổ bắc và Cận Đông. Ở châu Âu, nó được tìm thấy ở Albania, Áo, Bỉ, Bosna và Hercegovina, Quần đảo Anh, Bulgaria, Corse, Croatia, Cộng hòa Séc, mainland Đan Mạch, Estonia, chính quốc Pháp, Đức, mainland Hy Lạp, Hungary, chính quốc Ý, Kaliningrad, Liechtenstein, Luxembourg, Macedonia, Moldova, mainland Na Uy, Ba Lan, Chính quốc Bồ Đào Nha, miền trung, miền bắc và miền nam Nga, Sardegna, Sicilia, Slovakia, Slovenia, Chính quốc Tây Ban Nha, Thụy Điển, Thụy Sĩ, Hà Lan và Ukraina.